# Яблочко
«Яблочко» — песня-частушка, популярная среди революционных солдат во время Гражданской войны в России, а также исполняемый под её мелодию матросский танец. Известна своими многочисленными вариантами текстов периода гражданской войны: их пели и красные, и белые, и зеленоармейцы, и анархисты, а также многие другие. Со временем «Яблочко» стало своеобразным матросским гимном, хотя со временем и переродившимся из матросской песни в матросский танец.
В годы революции и Гражданской войны была популярна народная матросская революционная поэзия. Это были прежде всего куплеты-частушки, которые можно было петь под гармошку. Простота этой формы приводит к большой лёгкости переработки, при которой путём замены одного-двух слов достигается коренное изменение всей политической направленности произведения в целом. Таковы, например, известные частушки с зачином «Я на бочке сижу», «Эх, яблочко» и др.

## Танец
«Яблочко» — русский городской танец 1910-х годов, отличающийся ярким мелодическим своеобразием. Музыкальный размер — 2/4. Темп умеренно быстрый. Представляет собой удалую разухабистую матросскую пляску. Исполняется одиночно и в группе, в сопровождении частушек. Для танца характерны движения русских плясок: присядка и хлопушка, а также чечёточный дробный перестук. Как и «Цыганочка», это редкий случай минорности русской плясовой темы. Считается, что танец «Яблочко» появился как синтез англо-ирландского хорнпайпа и русской народной пляски «Барыня».
С конца XIX века в России у матросов стал популярен английский танец моряков хорнпайп — изначально очень далекий от моря, но к началу XVIII века стал популярным среди моряков. Затем танец появился на эстрадах кафешантанов под названием «матлот» (фр. matelote — «матросский»). Его исполнители, а иногда — исполнительницы, травести, включали в свои номера как обязательные элементы — «вытягивание каната», «подъём на мачту», «качалку» с ноги на ногу, воспроизводившую морскую качку, и т. п. В послереволюционные годы матлот обрёл всенародную популярность, сменив название на чисто русское: матросское «яблочко», по одноимённой песенке, распевавшейся по всей России: «Эх, яблочко! Да куда котишься?», став как бы символом революционного моряка. Главным в нём становятся ритмические удары и переборы ног — чечётка. Резко меняется и манера танца — став более энергичным, размашистым. Его танцуют на одном месте с заложенными за спину руками.
Танец военных моряков под названием «Яблочко» вошёл в балетную постановку на музыку Р. Глиера «Красный цветок», которая состоялась в 1927 году. Сцена Большого театра подарила танцу яблочко новую жизнь на профессиональной сцене. В годы Великой Отечественной войны в военных частях особенным успехом пользовались танцы на военную тему и народные пляски. Каждая воинская часть имела свой коллектив, и почти каждый коллектив своё «Яблочко». Сегодня матросский танец «Яблочко» — это концертный номер в сценических композициях и в репертуаре как профессиональных, так и самодеятельных коллективов.
В танце все движения выполняются на 8—16 тактов исполнения, а мелодия построена по специальному музыкальному квадрату. Темп танца может быть от медленного и до очень быстрого. Начинается яблочко медленным выходом моряков, широкими жестами рук. Танцоры соединяются в ряд, кладут руки на плечи друг друга, а ногами делают очень быстрые шаги и выстукивают дроби. Со временем темп увеличивается и здесь уже танцоры показывает свою технику. Для танца характерными являются русские переплясы, когда один из танцоров показывает какое-либо движение, а другой должен его повторить, а затем показать своё «коленце», что должен повторить первый танцор.

## История мелодии и текста
Есть версия, что прародителем основной его мелодии послужил английский танец под названием «хорнпайп», который и стал прообразом танца «яблочко».
Также существует версия, что мелодия зародилась на Черноморском флоте, где служили преимущественно украинцы, на основе украинской плясовой припевки:

Ой, яблучко,

Куди ж котишся?

Пусти, мати на вулицю,

Гулять хочеться!
Большинство российских исследователей придерживаются версии, что танцевальный напев позаимствовали из молдавской зажигательной народной песни-пляски «Калач».
Впервые ноты опубликованы в Ростове в 1916 году в издательстве Андрея Дидерихса под общим заголовком «Песенки настроения» Николая Тагамлицкого. На задней странице обложки было написано: «Большой успех! Песни улицы. Новый жанр». И далее перечислены песенки этого рода, среди которых было и «Яблочко». Самой старой известной записью является патефонная пластинка фирмы Columbia (E9054) конца 1920-х с песней в исполнении Давида Медова.
В период Гражданской Войны в России появилась масса различных куплетов на мелодию этой песни.
Самый известный куплет:

Эх, яблочко,

Да куда котишься?

Ко мне в рот попадёшь —

Да не воротишься!